# Israelândia
Israelândia là một đô thị thuộc bang Goiás, Brasil. Đô thị này có diện tích 577,48 km², dân số năm 2007 là 2840 người, mật độ 4,8 người/km².